# Quint Pompeu Falcó
Quint Pompeu Falcó (Quintus Pompeius Falco, el nom complet en llatí del qual era Quintus Roscius Coelius Murena Silius Decianus Vibullius Pius Iulius Eurycles Herculanus Pompeius Falco) va ser un polític romà de principis del segle ii.
Pompeu Falcó va ser legat de la legió V Macedònica a Mèsia en el curs de la primera guerra dàcia. Va ser nomenat Cònsol sufecte l'any 108 juntament amb Lústric Brucià. Molts membres de la seva família van obtenir càrrecs consulars durant el segle ii. També va estar emparentat amb els cònsols Sext Juli Frontí i P. Coelius Balbinus Vibullus Pius, així com probablement amb l'emperador Dècim Celi Balbí.
Va ser governador de Mèsia entre els anys 116 i 117. Llavors el van nomenar governador de Britànnia entre el 118 i el 122, any en què l'emperador Hadrià va visitar la província.
Va ser aquest darrer any, el 122, quan Hadrià va decretar nombroses reformes a Britànnia, així com la construcció del famós Mur d'Hadrià. Abans d'això, en el 118 Pompeu Falcó havia sufocat una revolta liderada pels Brigants i els Selgoves, tribus del sud de Caledònia, la part nord de Britànnia.
Inscripcions de l'època i monedes commemoratives del 119 reflecteixen l'èxit romà, però l'orador Marc Corneli Frontó cita que molts soldats romans van perdre la vida a Britànnia sota el regnat d'Hadrià, indicant que probablement la revolta dels britons va ser finalment reprimida amb molta dificultat.